# رياض بن عمر
رياض بن عمر من مواليد (16 يناير 1990) بالجزائر العاصمة هو إعلامي جزائري، صحفي ومقدم نشرة أخبار وبرامج تلفزيونية، يشتغل حاليا بقناة الشروق نيوز الإخبارية كمذيع نشرات أخبار رئيسية.نال لقب أصغر مقدم نشرة أخبار في العالم ولقب مذيع العرب. في 2017، أستاذ مدرب في التنشيط والتقديم التلفزيوني

## مشواره المهني
درس بثانوية العقيد بشير منتوري بالشراقة وتحصل على شهادة باكالوريا شرفية تخصص لغات أجنبية سنة 2008 ثم ليسانس في علوم الإعلام والاتصال تخصص «سمعي بصري» بجامعة الجزائر كلية العلوم السياسية والإعلام سنة 2012.
بداياته الإعلامية كانت مع برنامج رياض فن الإذاعي الذي كان يبث عبر الأنترنيت
- بدأ مسيرته الإعلامية في الإذاعة التونسية سنة 2008 بتنشيط برنامجي توب 10 و«سهرني الليل» على راديو ياسمين التونسي
- 06 مارس 2012 إنظم إلى النهار الجزائرية في أول بث لها ودام مشواره معها لمدة سنتين كمذيع نشرات أخبار، حيث أطل كأول مقدم في أول بث للقناة سنة 2012، نال أثناءها لقب أصغر مقدم نشرة أخبار في العالم، ولقب أفضل مقدم نشرة أخبار في قناة النهار سنة 2013.[2]
- إلتحق بعدها بقناة الشروق تي في الجزائرية العامة حيث عمل مذيعا للأخبار ومعدا ومقدما لبرنامج [ بعيدا عن السياسة][3] الذي شاركتة في تقديمه الإعلامية الجزائرية «منال بن عامر» قبل انتقالها إلى قنوات الدوري والكأس القطرية.
- ساهم في تأسيس قناة الشروق نيوز الجزائرية سنة 2013 والتي عمل بها كمذيع أخبار إلى حد الآن، في نهاية 2015 توقف عن تقديم نشرات الأخبار ليعود إليها من جديد.
- شرع في تقديم دروس في التنشيط والتقديم التلفزيوني سنة 2018 بكل من ولاية عنابة، قسنطينة والجزائر العاصمة.
- قدم كل من برنامج «صيف البلاد» و " Celebrity People " و «رمضان فالدار» و "Summer time" رفقة الإعلامية «ياسمين سعودة»
- قدم برنامج «غني جزايري» البرنامج الذي يهتم الترويج لكل الطبوع الغنائية الجزائرية.